# 20828 Ліньчень
20828 Ліньчень (20828 Linchen) — астероїд головного поясу, відкритий 24 жовтня 2000 року.
Тіссеранів параметр щодо Юпітера — 3,510.